# Ruta Provincial 270 (San Juan)
La Ruta Provincial 270 es una carretera argentina, que se encuentra en el centro sur de la Provincia de San Juan. En su recorrido de 19 kilómetros une la Ruta Nacional 20 y la ruta provincial 278
Esta ruta circula de norte a sur. Conecta la ciudad de Caucete, con las localidades agrícolas de Santa Rosa y Las Casuarinas, y permite una comunicación directa en la zona este del Valle del Tulúm.
A lo largo de su recorrido se observa un paisaje árido, con plantaciones de vides y olivos. En zonas se encuentra frondosamente arbolada por eucaliptus y otras especies arbóreas que son irrigados mediante una red de canales, cuyo uso principal es agrícola, debido a las escasas precipitaciones que presenta dicha región.

## Recorrido
Departamento Caucete
- Caucete kilómetro 0

Departamento 25 de Mayo
- Santa Rosa km 11
- Las Casuarinas km 18

- Datos: Q6114279